# FNS27時間テレビ (2008年)
『FNS27時間テレビ!! みんな笑顔のひょうきん夢列島!!』（エフエヌエス27じかんテレビ みんなえがおのひょうきんゆめれっとう）は、フジテレビ系列で2008年7月26日（土曜）19:00 - 7月27日（日曜）21:54（JST）まで生放送された22回目となる『FNS27時間テレビ』。ハイビジョン制作。

## 概要
番組テーマは「笑顔」。BIG3の共演など「27時間テレビ」の原点回帰がテーマで、タイトルにも初期の「FNSの日」で用いられた「夢列島」を加えている。
明石家さんまが総合司会を務め、ビートたけしは27時間の放送中、全国各地からの中継で参加したが、両者が本番組にて12年ぶりに共演するきっかけは、「オレたちひょうきん族」のディレクターでプロデューサーも務めたフジテレビの三宅恵介ゼネラルディレクターが同年定年となるため退職前の記念にもう一度ひょうきん族をやりたいと、さんま・たけしに出演をオファーしたことである。たけしは「日本全国名人大発見」の中継企画で全国を飛び回り、終盤には鬼瓦権造に扮して「車庫入れ」パフォーマンスを復活させ、その後タケちゃんマンに扮して登場し、自腹で購入したポン菓子製造機をスタジオに持ち込みフィナーレを飾った。
さんまは各コーナーに、かつてひょうきん族で扮していたキャラクターの扮装・メイクで出演した。
V4スタジオをメインスタジオとし、通し企画『FNS27時間テレビ向上委員会』のテーブルセットが中央に置かれた。その周囲に列島カーペット、鶴瓶のさんまの穴を埋めるのコーナー、ネタ見せスナック若手芸人の集まる店、ひょうきん懺悔室など、各コーナーのセットと衣装部屋・化粧室が置かれた。
この回と2010年の第24回のみ製作総指揮は2人体制となり、港浩一常務が新しく参加。製作総指揮がフジテレビ社長、制作代表がフジテレビ会長（及び社長経験者）に変更された1993年以降はじめてとなった。

## 主要出演者

### 総合司会
- 明石家さんま

### 進行
- 高島彩（当時：フジテレビアナウンサー）
- 中野美奈子（当時：フジテレビアナウンサー）

### 中継
- ビートたけし

## 主な企画・コーナー

### 通し企画

#### 一瞬で笑顔になれる 爆笑!!列島カーペット（FNS企画）
『爆笑レッドカーペット』の一般参加者版で、日本全国各地の一芸を持った素人や面白動物「スマイリーさん」が登場。各地の一般人の中にはセミプロも含まれる。
進行はさんま、今田耕司、中村仁美（フジテレビアナウンサー）、高橋克実。（中村、高橋は第1部・第2部のみ。）
- 列島カーペット会員（パネラー）
  - 第1・2部共通（あっぱれ!!さんま新教授準レギュラー）：長谷川初範、広田レオナ、西川貴教、KABA.ちゃん、有坂来瞳、星野真里
  - 第1部：小池徹平、真矢みき、藤木直人、大後寿々花
  - 第2部：北川景子、戸田恵子、池田鉄洋、ウエンツ瑛士、水川あさみ
  - カムバック列島カーペット：FNS27時間テレビ向上委員会会員、めちゃイケ出演者

#### 27時間テレビ向上委員会
視聴者の意見をFAXで公募。視聴者から寄せられた出演者へのチクリFAXをもとに、各界の著名人やタレント、インパクトのある一般人などに扮した「向上委員会会員」が討論するスタイルの通し企画。
コーナーの合間ごとに挿む、繋ぎコーナーの形で放送された。2008年7月25日（金曜日）21:55 - 23:22（『金曜プレステージ』枠、JST）の事前番組『FNS27時間テレビ もうはじまってるぞ!! 前夜祭生放送スペシャル!!』は「FNS27時間テレビ向上委員会」のスタイル（さんまは生電話で参加）が行われた。
向上委員会会員
2日通して出演
- ラサール石井：台場吉兆の女将、橋田壽賀子、赤木春恵、両津勘吉、石井光三、亀井静香
- くりぃむしちゅー

上田晋也：水谷豊、サガテレビの日焼けのジョー、クルム伊達公子
有田哲平：天龍源一郎、高田延彦、アントニオ猪木、『DEATH NOTE』の死神（リューク）
- ガレッジセール

ゴリ：青山テルマ、Crystal Kay
川田広樹：ギャル曽根、谷佳知、假屋崎省吾
- アンタッチャブル

山崎弘也：アオブダイ、ピラルク
柴田英嗣：れーざーれーさーくん、石油くん
- 次長課長

河本準一：本田昌毅、ミートホープの社長、カルピン
井上聡：ベジータ、東海テレビの草笛名人
- ビビる大木：ジャンボ鶴田、ドン小西
- ハリセンボン

箕輪はるか：若かりし頃のさんま、メッシ、クレオパトラ
近藤春菜：角野卓造、マイケル・ムーア、軽部真一
7月26日のみ
- 関根勤：大滝秀治
- ココリコ

遠藤章造：はるな愛、岩田稔
田中直樹：アンジェラ・アキ
7月27日のみ
- 小堺一機：田中邦衛、堺正章、中尾彬、平泉成、鈴木宗男
- ラッシャー板前：カール・ルイス、谷亮子、伊藤みどり、永六輔
- 雨上がり決死隊

宮迫博之：ホームベース女、宮迫の親友、ひぐち君
蛍原徹：湯浅卓、北の国からの幼少時の黒板蛍
- タカアンドトシ

タカ：アシュラマン、稲川淳二
トシ：ラーメンマン、カール・ルイス
- 山口智充 （DonDokoDon）：濱田マリ、松方弘樹、井筒和幸、力也
- 土田晃之：与謝野晶子、白竜
- おぎやはぎ

小木博明：ホセ・メンドーサ、ニコラス・ケイジ
矢作兼：ウディ・アレン、柴田恭兵
- 大島美幸（森三中）[3]：若かりし頃のたけし、飛騨牛偽装「丸明」社長、田嶋陽子
- 東国原英夫（宮崎県知事）：本人

#### 日本全国名人大発見
「日本中を笑顔にする」というテーマのもと、日本中から様々な分野の「名人」を紹介するという、中継通し企画。ビートたけしが日本各地を巡って、各々の地元の名人に扮し、7キャラクターに変装。
沖縄の名人（海田ニョロ、ハブ田ヒル）、北海道の名人（牛田モウ）は、目標に向かう途中でタイミングよく海や落とし穴に体ごと突っ込んだり、東京の花火名人・火薬田ドンは花火の暴発で酷い目にあうなど、「ひょうきん族」を髣髴とさせる芸を繰り広げた。また、本題に入る前に「○○についての注意事項」を述べるなど、『天才・たけしの元気が出るテレビ!!』を彷彿とさせるパネル芸を展開した。
新潟県佐渡島からの中継では、佐渡市宿根木の「白川丸まつり」に伝わる五穀豊穣祈願舞踊「ちとちんとん」に、ダッチワイフを背負って乱入。たけしは1994年の早朝コーナー「夜明けの一県一番レポート」にて新潟から中継で「ちとちんとん」が取り上げられた際、「やりてぇな」と見ながら呟いており、14年越しの念願による中継参加となった。
後日たけしは「あれやってウケるためには、（地位を得て）偉くなんないといけないわけ。若手が池落ちても面白くないわけだから。（偉くなった人間がこんな事やっちゃって、というからこそウケるのであって、あれと同じ事をやって）いちばん面白いのは総理大臣だからね」などと語っている。
2日目夕刻にはフジテレビに入り、鬼瓦権造の扮装でペイントアート名人として登場。下記の通り、さんま・岡村隆史の愛車を絵の具でペイントし暴走したほか、前述のとおりグランドフィナーレには、タケちゃんマンの扮装で、ポン菓子製造機を持ち込んで乱入した。
なお、翌2009年の『FNSの日26時間テレビ2009 超笑顔パレード 爆笑!お台場合宿!!』でも「今夜も眠れない｣にて「ビートたけし中継 笑顔DEポン!!」とのタイトルで、本企画を踏襲したものが実施され、火薬田ドンなどのキャラクターに扮し、翌年以降、出演しなかった2010年・2024年、中止となった2020年 - 2022年・2025年を除いて毎年登場している。

### 土曜日
グランドオープニング「世界の国からナンデスカ」
さんま in はねるのトびら ～短縮鉄道の夜～
西野亮廣、ドランクドラゴン、板倉俊之、秋山竜次
さんまはサラリーマンに扮して出演
さんま in ヘキサゴンII ～ヘキサゴンⅡクイズパレード27時間テレビスペシャル～
司会：島田紳助、中村仁美
さんまチーム：間寛平、村上ショージ、中村玉緒、浅田美代子、ジミー大西
ヘキサゴンチーム：渡辺正行、ラサール石井他ヘキサゴンレギュラー
さんまは「底抜けドボンクイズ」まではパーデンネンに扮して出演
鶴瓶がさんまの穴を埋めるのコーナー
出演：笑福亭鶴瓶、大竹しのぶ
さんま・鶴瓶・大竹によるトークコーナー。ヘキサゴン終盤の映像を鶴瓶、大竹がテレビで見ているという演出でそのまま当コーナーに移行した。さんまは裏番組『恋のから騒ぎ』（日本テレビ）出演のため23:30まで出演を控えており、同番組の「愛の説教部屋」のコーナーで着用していたザリガニの被り物を被って登場した。

### 日曜日
さんま・中居の今夜も眠れない
出演：中居正広（SMAP）、大竹しのぶ、BEGIN、ビートたけし
さんまからBEGINメンバーに「エンディングテーマを作って欲しい」、「『生きてるだけで丸もうけ』、『THAT WAS THAT』というフレーズを歌詞に入れて欲しい」と無茶振りで依頼され、そのまま寝ずにメンバーは楽曲製作に入った。
ネタ見せスナック若手芸人の集まる店
さんまは貴子ママとして出演。たけし・さんまの有名人の集まる店がベースで、来客が若手芸人となり、向上委員会メンバーの前でネタ見せを行う。
スベった若手芸人や、若手の芸に対してのコメントで笑いが取れなかった向上委員会メンバーは、次のパートで放送された向上委員会にて復活コーナーとして企画された「ひょうきん懺悔室」にて懺悔することになった。懺悔室は本家ひょうきん族と同じくブッチー武者が神様役、三宅が神父役で出演した。
さんま 朝の笑顔体操
さんまがタモリと共に総合司会をした『第一回夢列島』にて、早朝に行われたさんまの中継企画「一万人のラジオ体操」のパロディ。
KABA.ちゃんが、自身が振り付けた「笑顔体操」の講師として出演し、KABA.ちゃん、さんまと向上委員会メンバー、「若手芸人の集まる店」の出演芸人が、フジテレビ本社7階庭園で「笑顔体操」をした。
爆笑列島カーペット 第1部
『爆笑レッドカーペット』の一般参加者版で、日本全国各地の一芸を持った素人や面白動物「スマイリーさん」が登場。
さんま in 笑っていいとも! ～笑っていいとも!増刊号生スペシャル～
出演：森田一義（タモリ）、いいとも各曜日メンバー
さんまはテレフォンショッキングに金曜日ゲストのビビる大木からの紹介で出演。CM明けには『タモリ・さんまの日本一の最低男』のジングルが流れた。
生さんタク
出演：木村拓哉（SMAP）
木村は「タケちゃんマン」を「タクちゃんマン」として演じ、さんまは「ブラックデビル」を演じて、炎天下の野外でコントを行った。
さんまによると当コーナーが一番きつかったと言い、木村への仕返しとして、SMAPが司会を担当した2014年の27時間テレビにおいても、屋上での生さんタクが行われた。
競馬中継「函館記念」（JpnIII）
解説：井崎脩五郎
爆笑列島カーペット 第2部
全国からのスマイリーさんの他に、東京（フジテレビ）からのスマイリーさんとして、「宮川家の女達（宮川花子、娘のひかり、弟子のたま子）」、「あやちゃんみなちゃん（高島彩と中野美奈子）」が漫才を披露した。
さんまお台場マラソン
さんまがお台場のフジテレビ本社から、ネプリーグコーナーを収録する青海の湾岸スタジオまで徒歩移動。さんまはライバル番組である「24時間テレビ 「愛は地球を救う」」（日本テレビ）にて前年チャリティーマラソンを行った萩本欽一がマラソン走行したパロディ扮装で、お台場を歩行した。
湾岸スタジオに到着したさんまは、ネプリーグの収録スタジオの向かいで収録していた『HEY!HEY!HEY! MUSIC CHAMP』8月11日放送分収録中のスタジオに高島と乱入。さんまとダウンタウンとの、台本の無いトーク共演が実現した。生放送翌日2008年7月28日の『HEY!HEY!HEY!』番組冒頭では、「舞台裏」として当日の模様が放送された。

さんま in ネプリーグ
ネプチューンチーム：ネプチューン（名倉潤・堀内健・原田泰造）、にしおかすみこ、山本高広
アミダばばあに扮したさんまと、マイ爺さんに扮した片岡鶴太郎、欧陽菲菲に扮した山田邦子、浜村淳に扮した大平サブロー、アダモちゃんに扮した島崎俊郎が「ひょうきんオールスターズ」として出演し、「ネプチューンチーム」と対決。結果は、ネプチューンチーム70点、ひょうきんオールスターズ80点でひょうきんオールスターズが勝ち、賞金100万円を獲得した。
さんま in サザエさん
さんまは鮮魚店の主人夫婦の親戚のお兄さん役として出演。オープニング映像には、ブラックデビルや知っとるケ、アミダばばあが登場している。
さんま in めちゃイケ ～やべっち寿司～
出演：ナインティナイン（岡村隆史・矢部浩之）、加藤浩次、よゐこ（濱口優・有野晋哉）ほか
「やべっち寿司」、「27時間テレビ事件簿ベスト5」
さんまは裏番組『さんまのSUPERからくりTV』（TBS）出演のため20:00頃（19:57）までは、さんまのマスクを被った人物が見守っていた。また、めちゃイケメンバーであるよゐこの濱口も裏番組『大胆MAP』（テレビ朝日）出演のため同じく出演を控えていた。
たけしが鬼瓦権造に扮し、さんまの車と岡村の車に絵の具でペイント。スタジオにてたけしがさんまの車に乗り込み暴走するなど、かつての「車庫入れ」を彷彿とさせるコーナーが行われた。
カムバック列島カーペット
列島カーペット第1部・第2部で選ばれた富山テレビ（富山の発明おじさん）、山陰中央テレビ（肩乗りペリカン）、テレビ新広島（浮気を見抜く歌う占い師）、テレビ西日本（つられない男）、関西テレビ（生玉ねぎ早食い男）の5組のスマイリーさんがリクエスト登場し、再度芸を披露する「列島カーペット決勝戦」。
山口智充の独断で、関西テレビの生玉ねぎ早食い男がMVPとなった。
ファイナル向上委員会
「ひょうきん懺悔室」第2弾。ネプリーグのコーナーに出演した「ひょうきんオールスターズ」や今田などが懺悔にかけられた。
グランドフィナーレ
提供クレジットを読み上げた新人アナウンサーは加藤綾子、椿原慶子、榎並大二郎。立会人は2007年に引き続き堺正幸。
「今夜も眠れない」での『エンディングテーマを作ってほしい』というさんまの無茶ぶりに応えたBEGINが出演し、前夜から15時間足らずで製作し、音合わせもしていないという楽曲「笑顔のまんま」を生演奏。テレビ初披露した。
「笑顔のまんま」の生演奏でスタッフロールは流れたが、歌唱終了直後にたけしがタケちゃんマンの衣装で、38万円で購入したというポン菓子製造機を載せた台車を引いて登場、さんまやまわりからいろいろ言われる中で大暴走。さんまとのやり取りの中でたけしは「三宅さんが（フジテレビを定年で）辞めるからやってくれっつったら、（定年直前に役員待遇になったので定年延長となり）あと2年もつらしいじゃねぇか」と暴露し、さんまは三宅を懺悔室に入れて水を浴びせた。
本当のエンディングテーマとして、ひょうきん族のオープニングテーマだった「ウィリアム・テル序曲」が流れる中、さんま・たけし・三宅・ラサール石井が懺悔室で水や粉を浴び、さんまが27時間の番組中、散々放ってきたギャグ「しょうゆうこと」をカメラ目線で決めて、番組は終了した。

## 視聴率
ビデオリサーチ調べ・関東地区・世帯
番組全体の平均視聴率は関東地区で13.8%、関西地区で17.0%だった。時間別最高視聴率は26日 23:00 - 24:30（「鶴瓶がさんまの穴を埋める」から「さんま・中居の今夜も眠れない」の途中まで）の19.6%で歴代10位。瞬間最高視聴率は26日の「さんま in ヘキサゴンII」でジミー大西が戸惑っているシーンの22:56の26.7%だった。
コーナー別視聴率（下記参照・関東地区）
| 視聴率 | 集計時間            | コーナー名                                                                                                 |
| ------ | ------------------- | --- |
| 11.2%  | 26日 19:00 - 20:00  | グランドオープニング                                                                                       |
| 17.9%  | 26日 20:00 - 23:00  | さんま in はねるのトびら〜27時間テレビ向上委員会〜さんま in ヘキサゴンII                                   |
| 19.6%  | 26日 23:00 - 翌0:30 | 鶴瓶がさんまの穴を埋める〜さんま・中居の今夜も眠れない                                                     |
| 13.9%  | 27日 0:30 - 3:00    | さんま・中居の今夜も眠れない                                                                               |
| 06.3%  | 27日 3:00 - 5:00    | さんま・中居の今夜も眠れない〜27時間テレビ向上委員会〜ネタ見せスナック若手芸人の集まる店                   |
| 06.4%  | 27日 5:00 - 6:00    | ネタ見せスナック若手芸人の集まる店                                                                         |
| 09.6%  | 27日 6:00 - 7:00    | ネタ見せスナック若手芸人の集まる店〜さんま 朝の「笑顔体操」                                                |
| 10.6%  | 27日 7:00 - 9:00    | 爆笑列島カーペット                                                                                         |
| 13.6%  | 27日 9:00 - 12:00   | 27時間テレビ向上委員会〜さんま in 笑っていいとも!                                                          |
| 13.0%  | 27日 12:00 - 16:00  | 生さんタク〜爆笑列島カーペット〜27時間テレビ向上委員会〜さんまお台場マラソン                               |
| 16.2%  | 27日 16:00 - 18:30  | さんまお台場マラソン〜さんま in ネプリーグ                                                                 |
| 17.5%  | 27日 18:30 - 21:54  | さんま in サザエさん〜さんま in めちゃイケ〜爆笑列島カーペット〜27時間テレビ向上委員会〜グランドフィナーレ |

## CM前アタック
当番組のCM前後アタック音は、テーマである「笑顔」にちなみ、「笑う」「スマイル」等のフレーズが入っている楽曲が採用された。
一部楽曲は、翌年以降のFNS27時間テレビで、当番組の「名人中継」を継承した「ビートたけし中継 笑顔DEポン!!」のテーマ曲としても使用されている。
- 「Smile」岡本真夜
- 「Smile」TUBE
- 「SMILY」大塚愛
- 「Eyes to me」DREAMS COME TRUE
- 「スマイル」ホフディラン

## スタッフ
[FNSの日 制作実行委員会]
- - 実行委員長：森洋一
  - 副委員長：鈴木克明
  - ネットワーク部：岡部要一、北島剛史、藤原和弥
- 構成：大岩賞介、詩村博史、松井洋介、福原フトシ、石原健次、桜井慎一、金森直哉
- 作家：板坂尚、石田孝文、伊東雅司、伊藤正宏、今村クニト、大井洋一、オークラ、大野ケイスケ、大平尚志、小笠原英樹、小野寺雅之、金井夏生、元祖爆笑王、木村祐一、倉本美津留、酒井健作、榊暁彦、笹川勇、鈴木おさむ、鈴木工務店、竹内真里、谷口雅人、とちぼり元、長谷川朝二、堀雅人、本田久就、町田裕章、御影屋聖、樅野太紀、横山雄一郎、吉田裕司、渡辺鐘、渡辺真也
- 音楽：門司肇
- 振付：花柳輔蔵
- ナレーション：立木文彦、福絵美子、小谷公一郎、木村匡也

〈フジテレビ技術〉
- - 技術プロデューサー：勝村信之、松本英士、高瀬義美
  - TD・SW：高田治、石田智男、児玉洋、長田崇、河西純、藤本伸一、藤本敏行、菅野恒雄、佐々木信一、古谷真治、先崎聡
  - カメラ：永野進、小川利行、秋山勇人、岩田一巳、小林光行、遠山康之、長瀬正人、横山政照、小川経一、小林知司、白石峰郎
  - 映像：岡澤聡、宮本学、佐藤順一、齋藤雄一、高木稔、原啓教、水野博道、川崎淳、郡司洋、中井章晴
  - 音声：太田宗孝、森田篤、山田公次郎、片山勇、高橋幸則、松原瑞貴、斉藤哲史、高橋敬、左口満寿
  - 照明：小林敦洋、安藤雄郎
  - 音響効果：大久保吉久、玉井実、笠松広司、高田智彰、田中寿一、中田圭三、西野有彦、松長芳樹、安原裕人、藁谷良雄
  - 回線管制部：峯武史、河村清太郎
  - 放送部：吉沢進、久保島春樹
    - フジテレビ・オール技術スタッフ

〈フジテレビ美術〉
- - 美術プロデューサー：清水淳司
  - デザイン：鈴木賢太、棈木陽次、水上啓光、齋田崇史
  - 美術進行：楫野淳司、林勇、村瀬大、中村秀美、石田博己、西村貴則、矢野雄一郎
  - CG：岡本英士、小山未来、末吉寿美子、瀬井貴之、佐久間浩一、徳永晶子
  - タイトル：千代祥子、山形憲一
  - 電子タイトル：白石浩一
  - 大道具：松本達也、樋口雄一郎
  - アートフレーム：石井智之
  - アクリル装飾：斉藤祐介、佐藤則雄
  - 特殊装置：後藤佑介
  - 電飾：林将大、森智、阿部和仁
  - 装飾：太田博之
  - 植木装飾：広田明
  - 生花装飾：荒川直史
  - 特殊美術：横山公一
  - マルチ：丸山明道
  - 視覚効果：中溝雅彦
  - 衣裳：山田斉、城戸政人
  - 持道具：土屋洋子
  - メイク：宮崎香、高梨由美子
  - かつら：泉水貴光
  - バルーン：橋本隆 
    - フジテレビ・オール美術スタッフ
- VTR編集：瓜田利昭、水野智史、中根敏晶、一瀬賢司
- VTRMA：吉田肇、阿部雄太、円城寺暁、鈴木久美子
- 衣裳協力：日本テレビ「恋のから騒ぎ」
- 技術協力：ニューテレス、共同テレビ、八峯テレビ、FLT、共立、サンフォニックス、田中電設工業、明光セレクト、バンセイ、IMAGICA、ミディアルタ、D-Craft、マルチバックス、3×7、OKK、J-WORKS、デジタルサーカス、バックヤードスタヂオ、4-Legs、BABY SOUND LUCK、フジアール、orb、デジデリック
- 制作協力：IVSテレビ制作、FCC、スタッフラビ、D:COMPLEX、TVBOX、NEXTEP、朝日航洋、Access International、THE WORKS・吉本興業、浅井企画、オフィス北野、ジャニーズ事務所、人力舎、田辺エージェンシー、DENNER systems、ワタナベエンターテインメント
- 編成部：小松純也、成河広明、高瀬敦也、太田大、情野誠人
- 営業推進部：田村敬、若生伸子、濱田俊也、辻貴之
- スポーツ局：岡泰二、釣真紀子、東園基臣
- 広報部：大槻信、加藤麻衣子
- 広告宣伝部：鈴木文太郎
- CSR推進：桜井郁子
- データ放送：阪本隆太
- 総務部：竪山保文
- タイムキーパー：楮本眞澄、松下絵里、斉藤裕里、山口美香、江野澤郁子、平井冴子、平野美紀子、槇加奈子、山口奈保美、水越理恵、髙木美紀、海老澤廉子、星美香、石原由季、碓井香都子
- デスク：林田直子
- アシスタントプロデューサー：高橋味楓、田隝宗昭、児玉芳郎、明石令奈、内海雅、桐谷太一、増谷秀行
- フロアーディレクター：鳥羽正人、栗原大介
- 中継ディレクター：萬匠祐基、豊島浩行、菅剛史、城間康男、伊藤征章
- フジテレビディレクター：赤池洋文、有川崇、大村嘉範、奥村達哉、明松功、笠井雅旭、春日聰、小仲正重、佐藤正樹、嶋田武史、島本亮、清水泰貴、鈴木剛、鈴木善貴、武田誠司、竹谷和樹、出口敬生、戸渡和孝、中村秀樹、早川和孝、原武範、福浦与一、藪木健太郎、山本布美江
- フジテレビプロデューサー：朝妻一、石川綾一、黒木彰一、近藤真広、佐々木将、中嶋優一、松村匠、和田実/西山仁紫
  - フジテレビバラエティ制作センター オールスタッフ
- Special Thanks：岡部要一、塩原充顕、副島翔太郎
- 本部プロデューサー：片岡飛鳥、小須田和彦、清水宏泰、神原孝、宮道治朗、石井浩二
- 制作総括：水口昌彦、吉田正樹
- 総合プロデューサー：加茂裕治、亀高美智子
- 演出：渡辺琢
- 制作総指揮：港浩一
- 総合演出：三宅恵介
- 制作著作：フジテレビ/フジネットワーク27社

## 関連番組
- FNS27時間テレビ もうはじまってるぞ!! 前夜祭生放送スペシャル!! - 2008年7月25日（金曜日）21:55 - 23:22